# Предачна машина
Предачна машина се отнася за машина, която обработва (преде) памук и произвежда нишка. През 18 и 19 век в рамките на Индустриалната революция се появява нужда големи количества изпредена нишка и използваният дотогава чекрък не успява да удовлетворява потребностите. Изобретени са няколко вида машини, които след това се инсталират в големи фабрики.
Някои от най-известните предачни машини са:
Изобретената от Джеймс Харгрийвс около 1764 г. машина „Spinning Jenny“ 
Задвижван с вода предачен стан (Water frame), патентован от Ричард Аркрайт през 1770. Тази машина е тежка и за задвижването е необходима голяма мощност, в случая водно колело.
Spinning mule (предачно муле) е създаден през 1779 от Самюъл Кромптън като комбинация от машините на Харгрийвс и Аркрайт
„Мулето“ е най-популярната предачна машина от 1790 до около 1900, но за фини нишки се употребява чак до 60-те години на 20 век. Една типична фабрика за памук през 1890 има около 60 мулета, всяка с 1320 вретена.
- „Spinning Jenny“
- Усъвършенствана „spinning Jenny“, използвана в текстилните фабрики
- Предачна машина на Аркрайт
- „spinning Mule“ на Самюел Кромптън